# Silnice II/143
Silnice II/143 je silnice II. třídy, která vede z Prachatic do Roudného. Je dlouhá 44 km. Prochází jedním krajem a třemi okresy.

## Vedení silnice

### Jihočeský kraj, okres Prachatice
- Prachatice (křiž. II/141, III/14130)
- Leptač
- Lučenice
- Chroboly (křiž. III/1431)
- Záhoří
- Smědeč (křiž. II/122, II/166, peáž s II/122)

### Jihočeský kraj, okres Český Krumlov
- Brloh (křiž. III/1432, III/1433, III/1435, III/1436)
- Rojšín (křiž. III/1664)
- Lhotka (křiž. III/1437)
- Chlum
- Křemže (křiž. III/14313, III/1439)
- Mříč (křiž. III/14314, III/1435)

### Jihočeský kraj, okres České Budějovice
- Vrábče (křiž. III/14316, III/14317)
- Nové Homole (křiž. III/14319, III/14325, III/14326)
- Homole
- Planá (okres České Budějovice) (křiž. I/3)
- Boršov nad Vltavou (křiž. I/3)
- České Budějovice
- Včelná (křiž. III/00354)
- Roudné (křiž. III/15529 a D3)